# Мајн кампф
Не мешати са истоименом књигом Светислава Басаре.
„Мајн кампф“ (у преводу значи „Моја борба“) је књига коју је написао Адолф Хитлер, у којој се комбинују елементи аутобиографије и Хитлерових политичких и идеолошких гледишта, која су каснија постала начела нацистичке идеологије.

## Писање књиге
Први том је назван „Обрачун“, и издат је 18. јулa 1925. године. Други том је назван „Националсоцијалистички покрет“ и издат је 1926. године. Хитлер је књигу назвао „Четири и по године борбе против лажи, глупости и кукавичлука“. Његов издавач Макс Аман одлучио је да је наслов предугачак и компликован, и књигу је објавио под именом „Мајн кампф“.
Иако је дословно значење њемачке ријечи „Kampf“- борба, неки тумаче значење ове ријечи у овом контексту и као напад, обрачун или чак и рат (у многим је њемачким борбеним јединицама током Другог свјетског рата стајала и ријеч „Kampf“ (Panzerkampfwagen, Sturzkampfflugzeug), па то даље упућује на чињеницу да се назив ове књиге може схватити и као „Мој рат“ а не само „Моја борба“.
Хитлер је почео да диктира књигу свом пријатељу у затвору Ландсберг, Емилу Морису, онда након јула 1924. године Рудолфу Хесу, који је касније књигу објавио са још неколико издавача. За књигу се у почетку говорило да је тешка за читање и тешка за разумевање, па је у идућих 20 година неколико пута преуређивана.

## „Мајн кампф“ данас
Ауторско право над „Мајн кампфом“ у Европи припало је слободној држави Баварској и оно истиче 31. децембра 2015. Репродуковање ове књиге у Немачкој дозвољено је само у образовне сврхе и то не у изворном облику, већ само уз обимно тумачење. Међутим, питање ауторских права на књигу није баш најјасније. Историчар Вернер Масер је, у интервјуу датом новинама „Билд ам зонтаг“ (  изјавио да Петер Раубал, син Хитлеровог нећака, има одлично упориште у закону и велике шансе да добије спор против државе Баварске око ауторских права на књигу. Раубал је изјавио да упркос потенцијално великој вредности ауторских права, које би могло донети милионе евра, не жели било каква права у вези са овом књигом. Нејасно дефинисано питање ауторских права довело је до више спорова у Пољској и Шведској. Међутим, „Мајн кампф“ је објављен у САД, као и у другим земљама попут Турске и Израела и то од стране издавача различитих политичких опредељења.
Kavgam, како се назив ове књиге преводи на турски језик, су крајем 2004. 15 издавачких кућа истовремено избациле на турско тржиште. Број проданих примерака до пролећа 2005. је нарастао на преко 100.000. Тада је ова књига достигла четврто, а до марта 2007. и треће место у ранг листи најпродаванијих књига највећег турског трговачког ланца књигама D&R. У августу 2007. је Баварска преко турских судских органа, успела да издејствује забрану ове књиге на простору Турске. Нарастајућа популарност ове књиге, која је довела до стања да се она могла купити у скоро свакој књижари, у Турској се оправдавала антисемитизмом турских десничара као и порастом популарности теорија по којима између Курда и Јевреја „постоји одређено крвно сродство“.
Прошлих година „Мајн кампф“ се продавао добро и у Хрватској, Русији (после укидања забране 1992. године) и Индији. У Индији је издавачка кућа Jaico 2003. године издала ново издање. Оно се продавало у 15.000 примерака годишње. Поред овог, и 6 других издавача издаје ову књигу. По процени трговаца, студенти економије је употребљавају као приручник за менаџмент, али је читају и припадници фашистичких организација и партија (Bharatiya Janata Party).